# Klebsiella spallanzanii
Klebsiella spallanzanii es una especie de bacteria gramnegativa del género Klebsiella. Descrita en el año 2020. Su etimología hace referencia a Lazzaro Spallanzani. Es inmóvil y con cápsula. Las colonias son lisas, circulares y blancas. Consiste en el linaje Ko3 de Klebsiella oxytoca. Se ha aislado de muestras de orina humanas, líquido peritoneal, heces de vacas y muestras ambientales. 